# Trachylepis megalura
Trachylepis megalura är en ödleart som beskrevs av  Peters 1878. Trachylepis megalura ingår i släktet Trachylepis och familjen skinkar. Inga underarter finns listade i Catalogue of Life.